# 1953 na televisão
Nesta página encontram-se os fatos, estreias e términos sobre televisão que aconteceram durante o ano de 1953.

## Eventos

### Setembro
- 27 de setembro — Entra no ar a TV Record em São Paulo. Às 20h na TV Record entra Grandes Espetáculos da União.[1]

## Programas

### Setembro
- 27 de setembro — Estreia Programa Pullman Junior na TV Record.

## Nascimentos
| Data           | Nome               | Profissão                                      | Nacionalidade  | Observações | Ref   |
| -------------- | ------------------ | ---------------------------------------------- | -------------- | ----------- | ----- |
| 16 de janeiro  | Artur Albarran     | jornalista e empresário                        | Portugal       | m. 2022     | [ 2 ] |
| 14 de março    | Dina Aguiar        | jornalista e pintora                           | Portugal       |             |       |
| 26 de março    | Sônia de Paula     | atriz                                          | Brasil         |             |       |
| 19 de maio     | Arlindo Barreto    | ator                                           | Brasil         |             |       |
| 17 de junho    | Chico Pinheiro     | jornalista e apresentador de televisão         | Brasil         |             |       |
| 22 de junho    | Cyndi Lauper       | cantora e atriz                                | Estados Unidos |             |       |
| 14 de julho    | Renée de Vielmond  | atriz                                          | Brasil         |             |       |
| 20 de julho    | Fátima Freire      | atriz                                          | Brasil         |             |       |
| 7 de agosto    | Vera Holtz         | atriz                                          | Brasil         |             |       |
| 10 de setembro | Wolf Maya          | ator e diretor                                 | Brasil         |             |       |
| 22 de setembro | Zezé Polessa       | atriz                                          | Brasil         |             |       |
| 23 de setembro | Rodolpho Gamberini | jornalista                                     | Brasil         |             |       |
| 27 de setembro | Paulo Santoro      | diretor                                        | Brasil         |             |       |
| 4 de outubro   | Elisabetta Viviani | atriz, cantora e apresentadora de televisão    | Itália         |             |       |
| 8 de outubro   | Aldine Müller      | atriz                                          | Brasil         |             |       |
| 20 de outubro  | Maria Zilda        | atriz                                          | Brasil         |             |       |
| 29 de outubro  | Claudete Troiano   | apresentadora de televisão, atriz e jornalista | Brasil         |             |       |
| 3 de novembro  | Dennis Miller      | ator, humorista e apresentador de televisão    | Estados Unidos |             |       |
| 2 de dezembro  | Stepan Nercessian  | ator                                           | Brasil         |             |       |

## Mortes
| Data | Nome | Profissão | Nacionalidade | Observações | Ref |
| ---- | ---- | --------- | ------------- | ----------- | --- |